# Тиквени
Тиквени (грч. Κολοκυνθού, до 1926. грч. Τίκβενη) је насељено место у општини Костур у периферији Западна Македонија, Грчка. Према попису из 2021. године био је 691 становник.
Према бугарском географу и историчару, Василу Канчову, у Тиквену је 1900. године живело 190 Словена хришћана. Македонски историчар Тодор Симовски, 1998. године наводи да су Тиквени словенско насеље.